# Glarus
Glarus er hovedbyen i den schweiziske kanton af samme navn. Byen har 12.425(2018) indbyggere.
Den har 5810 indbyggere.